# Lopatka (mys)
Mys Lopatka (rusky мыс Лопатка) je nejjižnější výběžek Kamčatky. Leží v pohraničním pásmu, je na něm pouze meteorologická stanice, dřívější sídla byla opuštěna. Plochou krajinu pokrývá tundra, podnebí je vlhké, s velkým množstvím srážek a silnými větry a během celého roku malým počtem slunečných dnů.
Jihozápadním směrem leží Šumšu, nejsevernější z Kurilských ostrovů. Od mysu jej dělí 11 kilometrů široký První kurilský průliv (Первый Курильский пролив).